# Типекс
Teapacks (известны также как Tipex, ивр. טיפקס‎, рус. Типекс) — израильская рок-группа, образованная как А-Оцаа Ла-Поаль в 1988 в Сдероте.
7 января 2007 группа была выбрана израильской телерадиокомпанией чтобы представить Израиль на конкурсе песни Евровидение 2007, который проходил в Хельсинки, Финляндия. Песня «Push the button», которую группа исполнила в первом полуфинале, не прошла в финал, финишировав 25-й. Участие группы не обошлось без скандала — в тексте исполненной ими песни был явный намёк на ядерную программу Ирана, которая осуждается многими странами, в том числе и Израилем.
Группа официально распалась в 2009.

## Дискография
- Швиль клипот а-гариним (1992, שביל קליפות הגרעינים)
- А-ахарон ба-асирон а-тахтон (1993, האחרון בעשירון התחתון)
- А-хаим шельха бе-лафа (1995, החיים שלך בלפה)
- Нешика ла-дод (1997, נשיקה לדוד)
- А-эцев авар лагур кан (1998, העצב עבר לגור כאן)
- Диско менайяк (1999, דיסקו מנאייק)
- Йошвим бе-бейт кафе (2001, יושבים בבית קפה)
- Кол а-лехитим (2003, כל הלהיטים)
- Радио/музика/иврит (2006, רדיו/מוסיקה/עברית)
- Push the Button (2007)
- А-осеф а-романти (2010, האוסף הרומנטי)
- Аводат капаим (2016, עבודת כפיים)